# Piotr Hadziewicz
Piotr Onufry Hadziewicz herbu Wieniawa (ur. 1736 Warężu w rodzinie polskich Ormian) – brygadier komenderujący w Dywizji Małopolskiej w 1792 roku, brygadier kawalerii narodowej w czasie wojny polsko-rosyjskiej 1792.
Wstąpił do kawalerii w 1764, w 1768 został namiestnikiem, w 1775 porucznikiem, zaś w 1780 wicebrygadierem. Od 1771 adiutant króla. Od 1789 brygadier 1 Wołyńskiej Brygady Kawalerii Narodowej. 20 lutego 1790 przeszedł na brygadiera 1 Małopolskiej Brygady Kawalerii Narodowej. 18 października 1793 wziął dymisję w randze generała majora.
W 1768 obronił na czele 300-konnej odsieczy konwój amunicji idący z Warszawy do Kamieńca Podolskiego przed atakiem konfederatów barskich. W tym samym roku pod Uszajeckiem, oparł się jako jedyny wraz ze swoim szwadronem atakowi barzan i po stracie kilku pocztów, kiedy cały szwadron przeszedł na stronę konfederatów, zrobił to samo. Nie złożył jednak przysięgi konfederackiej i został osadzony w barskim więzieniu.